# Eddie Vedder
Eddie Vedder (született: Edward Louis Severson III) (Evanston, Illinois, 1964. december 23. –) amerikai zenész. A Pearl Jam rockegyüttes frontembere, énekese, dalszerzője, és egyik gitárosa. Több szólóalbummal is jelentkezett (Ukulele Songs; Into the Wild), melyek közül az Into the Wild az azonos című film zenéjeként készült el. Az ezen szereplő Guaranteed c. dalért 2007-ben Golden Globe-díjat kapott, a Pearl Jamet pedig többször tüntették ki Grammy-díjjal. Különösen jellegzetes: mély bariton hangja és egyedi énekstílusa, amit sok újabb együttes énekese is szívesen másol(t volna). Az alternatív rock egyik ikonja.

## Családi háttér
Eddie Vedder Chicago Evanston nevű külvárosában látta meg a napvilágot Karen Lee Vedder és Edward Louis Severson,Jr. fiaként. A szülők 1965-ben elváltak, mikor Eddie még csak egyéves volt. Édesanyja hamarosan újraházasodott, Peter Mueller-hez ment hozzá, és Vedder abban a hitben nőtt fel, hogy Mueller a biológiai apja.
A '70-es évek közepén a család (Eddie három fiatalabb féltestvérével) San Diegóba költözött. Ez volt az az időszak, mikor – miután megkapta élete első gitárját édesanyjától, a 12. születésnapjára – Eddie a zene iránt érdeklődni kezdett. Pár évvel később édesanyja ismét elvált, és testvéreivel visszaköltözött Chicagóba, ám Vedder úgy döntött, nevelőapjával Kaliforniában marad, hogy ne kelljen gimnáziumot váltania.
A válásig nem tudott igazi apja kilétéről, bár néha találkozott Seversonnal, de csak a szülei régi barátjának hitte őt. Mire Eddie megtudta az igazat, édesapja már meghalt. Vedder és nevelőapja egyébként sem felhőtlen kapcsolata egyre feszültebbé vált. Végül otthagyta a San Diegó-i iskolát, és követte családja többi tagját Chicagóba. A nevét is megváltoztatta Eddie Vedder-re, (Vedder az édesanyja leánykori neve).
1984-ben visszatért San Diegóba a barátnőjével, Beth Liebling-gel. Ideje nagy részét demófelvételek készítésével töltötte, és többféle munkát is vállalt: volt például éjszakai műszakos benzinkutas, és biztonsági őr a La Valencia Hotelben.

## Zenei pályája kezdete
Vedder több San Diegó-i bandában is megfordult, egyikben ezek közül a későbbi Rage Against the Machine- és Audioslave-tag Brad Wilk dobolt. Egy másik együttese Red Hot Chili Peppers-feldolgozásokat játszott. 1988-ban az egyébként félénk énekes a Bad Radio nevű funk-rock-banda tagja lett. Ebben az időszakban írta meg, és többször elő is adta a Better Man c. dalát, amelynek témája az édesanyja és nevelőapja viszonyán alapszik. A dal később Pearl Jam-sláger lett.
Miután 1990-ben otthagyta a Bad Radio-t, egy régi barátja (a Chili exdobosa, Jack Irons) egy kazettát adott neki egy épp énekest kereső seattle-i banda demóival. Vedder három dalhoz megírta a szöveget, és felénekelte őket, ezek lettek később a Pearl Jam Alive, Once és Footsteps című dalai. A szövegek egy „minioperát” alkotnak, ami a Mamasan Trilógia címet kapta Eddie-től. A dalok egy fiatalember történetét mesélik el, aki – mint ahogy Vedder is – megtudja, hogy egész addigi életében hazudtak neki az apja személyét illetően, és az igazi apja már halott (Alive). Mikor felnő, sorozatgyilkos lesz belőle, (Once), akit börtönbe zárnak, és halálra ítélnek (Footsteps).
Miután meghallgatták a kazettát, a gitáros Stone Gossard és a basszusgitáros Jeff Ament meghívták Eddie-t Seattle-be, hogy stúdióban is felvegyék a dalokat, mivel teljesen lenyűgözte őket Vedder különleges hangja, és a tény, hogy már hallott Andy Wood-ról. Így hamarosan összeállt a Pearl Jam.
Nem sokkal a bandához való csatlakozás után, még a Ten album felvételei előtt, Eddie-t is felkérték, hogy vegyen részt a Temple of the Dog lemez felvételeiben is, amely a Mother Love Bone fiatalon elhunyt énekesének, Andy Wood-nak az emlékére készült a későbbi Pearl Jam- és Soundgarden-tagok részvételével.

## Művészete

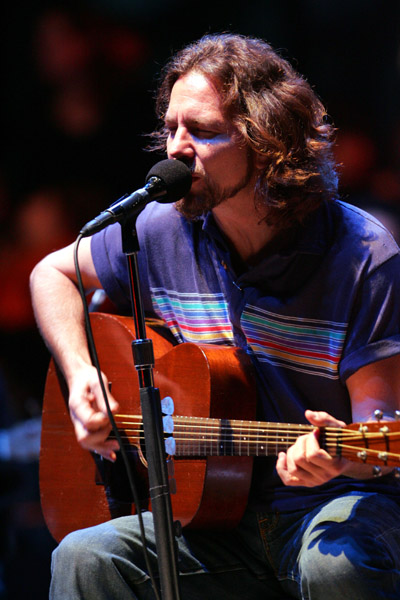

Habár énekesi tevékenysége a legismertebb, több hangszeren is játszik. Többek között gitáron is, amit már a Vs. albumtól (Rearviewmirror, Elderly Woman Behind the Counter in a Small Town) kezdve hallhatunk. Több dalban játszik még ukulelén, szájharmonikán, harmonikán, szitáron, és dobolni is tud. A koncerteken az utolsó dalokhoz csörgődobokat szokott a színpadra hozni, és közönségbe dobálja őket a számok végén.
A Pearl Jam-albumokon sokszor álneveken tűnik fel (általában a Jerome Turnert használja) a borítótervekkel, rajzokkal kapcsolatban. Néha használta a Wes C. Addle (West Seattle) nevet is.
Vedder már pearl james karrierje korai szakaszában is tett politikai kijelentéseket. A koncerteken két szám között sokszor megállt egy rövid politikai kommentárt fűzni az éppen aktuális témákhoz. Az MTV Unplugged felvételén 1992-ben felállt a székére, elővett egy filctollat, és nagy betűkkel a karjára írta a "PRO-CHOICE" feliratot. Egy "Rock for Choice" nevű jótékonysági koncerten is felléptek 1994-ben, Floridában, amely az abortuszt támogató Dr. David Gunn elleni merénylet egyéves évfordulója apropójából került megrendezésre. 2004-ben a Vote for Change nevű Bush-ellenes koncertsorozat egyik fő fellépője voltak.
A zenészről ismeretes az is, hogy a koncertek előtt szeret egy szál gitárral a kezében a színpadra menni, és egy-két dalt a már megjelent közönségnek eljátszani, hogy a rajongókat „bemelegítse” az előzenekarhoz. Az ilyenkor előadott dalok általában lassabb akusztikus számok (például a Long Road), és máskor nem hangzanak el, így egy sokkal személyesebb, bensőségesebb légkört teremtenek a hallgatóság és Vedder között.

## Egyéb zenei tevékenységek
Szólóban közreműködött több filmzenei albumon is, például a Ments Meg, Uram!, Nevem Sam és Út a Vadonba c. Sean Penn-filmekben. Két dalt írt a 2007-ben készült dokumentumfilmhez, a Body of War-hoz is: a No More (az iraki háborúról szól) és a Long Nights címűeket. Egy egész albumot megtöltő zenét alkotott ugyanebben az évben az Út a Vadonba című, már említett filmhez, mely lemez Into the Wild címen a művész első szólóalbuma lett, bár az albumon szerepel két dal, mely nem az ő szerzeménye. Az egyik ezek közül a Hard Sun (szerző: Indio), a másik a Society (Jerry Hannan). A Guaranteed című dalt Grammy-díj-ra jelölték 2008-ban a "Legjobb filmhez, TV-műsorhoz vagy egyéb vizuális médiához írott dal" kategóriában. Ezen kívül Vedder két Golden Globe-jelölést is kapott; az egyik a filmzenében való közreműködésért, a második szintén a Guaranteed c. szerzeményéért járt, mely utóbbit sikerült is Arany Glóbuszra váltania.
A Pearl Jam és a Temple of the Dog kapcsán Eddie több ismert művésszel lépett már föl és készített felvételeket, például: Bruce Springsteen, Dave Matthews, U2, Soundgarden, Ben Harper, Tom Petty, Neil Young, Neil Finn, Mark Seymour, Robert Plant, Bad Religion, Red Hot Chili Peppers, R.E.M., Rolling Stones, The Strokes, My Morning Jacket, Kings of Leon, Sonic Youth, The Who, Nusrat Fateh Ali Khan, Supersuckers, The Ramones, Iggy Pop, Cat Power, Zeke, Peter Frampton, Wolfmother, és a The Doors még élő tagjai.
A Sleater-Kinney utolsó koncertjén meglepetés vendégként duettet énekelt a dobos Janet Weiss-szel, és egy dalt egyedül is előadott.
Ő volt az, aki a The Doors, Neil Young, a The Ramones, és az R.E.M. a Rock and Roll Hall of Fame-be való ünnepélyes beiktatásakor a beszédeket tartotta.
Vedder egy rövid szerepben színészként tűnik fel az 1992-es Facérok című filmben, Pearl Jam-beli társaival: Jeff Amenttel és Stone Gossarddal együtt. Saját magát alakítja, de dobosként a főszereplő Matt Dillon együttesében, a Citizen Dick-ben. Egy interjú erejéig a "Hype!" (1996) c. dokumentumfilmben is szerepel. Ismét magát alakítja egy 2007-ben a mozikba került filmben, a "Walk Hard: The Dewey Cox Story"-ban.

## Magánélete
Vedder 1994-ben feleségül vette Beth Lieblinget, akivel már évek óta járt. A pár 2000-ben elvált. Jelenleg Jill McCormick amerikai modellel és lányukkal, Oliviával él, aki 2004. június 11-én született.
Eddie közeli barátjának tudhatja/tta a The Who gitárosát, Pete Townshendet, és a The Ramones egykori gitárosát, Johnny Ramone-t, akinek a halálos ágyánál is az oldalán volt. Johnny halála óta a Pearl Jam sok koncerten játssza az I Believe in Miracles című Ramones-dalt.
Vedder támogatta egykori San Diegó-i középiskoláját is, és több mint 10 000 amerikai dollárt adományozott egy helyi koncert bevételéből az iskola színházának megépítésére.
Szabadidejében sokat szörfözik, a Surfrider Foundation egyik alapítója is. A híres szörfösök: Kelly Slater és Laird Hamilton barátja, akik közül az utóbbival az Iconoclasts című dokumentumfilm-sorozat egy epizódjában is szerepelt 2006-ban. Evezni is szokott, egy alkalommal majdnem eltűnt a tengeren, miközben a partra akart jutni, halászok mentették meg az életét.
Nagy környezetvédő hírében is áll, a jobb lábszárán egy Earth First! tetoválása is van. (Ez egy környezetvédő szervezet, ennek szimbólumát varratta magára.) Ezen kívül vegetáriánus, és az állatok jogaiért harcoló aktivista is.
Eddie nagy Chicago Bulls-drukker és jó barátja a korábbi Bulls-játékos Dennis Rodmannek. Szintén régóta rajong a Chicago Cubs-ért is, Kerry Wood dobójátékossal is baráti kapcsolatban van. Vedder négy alkalommal is elénekelte 1998 óta a Take Me Out to the Ball Game c. dalt egy-egy Cubs-meccs előtt. 2007-ben, pár nappal a Pearl Jam fellépése előtt a Chicagóban megrendezésre kerülő Lollapaloozán, ő dobhatta a meccset kezdő labdát.

## Diszkográfia
Lásd: Eddie Vedder-diszkográfia

## Díjak és jelölések

### Jelölések
| Év   | Díj                                       | Kategória |
| ---- | ----------------------------------------- | --- |
| 2007 | Satellite Awards                          | A legjobb dal – Rise az Into the Wild c. albumról, az azonos című filmből                                                                 |
| 2008 | Broadcast Film Critics Association Awards | A legjobb dal – Guaranteed az Into the Wild c. albumról, az azonos című filmből                                                           |
| 2008 | Golden Globe-díj                          | Legjobb filmzene – Into the Wild c. film (megosztott jelölés Michael Brookkal és Kaki Kinggel)                                            |
| 2008 | Golden Globe-díj                          | A legjobb dal – Guaranteed az Into the Wild c. albumról, az azonos című filmből                                                           |
| 2008 | Grammy-díj                                | A legjobb filmhez, TV-műsorhoz vagy egyéb vizuális médiához írott dal – "Guaranteed" az Into the Wild c. albumról, az azonos című filmből |

### Díjak
| Év   | Díj              | Kategória                                                                       |
| ---- | ---------------- | ------------------------------------------------------------------------------- |
| 2008 | Golden Globe-díj | A legjobb dal – Guaranteed az Into the Wild c. albumról, az azonos című filmből |

## Fordítás
- Ez a szócikk részben vagy egészben  az   Eddie Vedder című angol Wikipédia-szócikk ezen változatának fordításán alapul.  Az eredeti cikk szerkesztőit annak laptörténete sorolja fel. Ez a jelzés csupán a megfogalmazás eredetét és a szerzői jogokat jelzi, nem szolgál a cikkben szereplő információk forrásmegjelöléseként.
- Ez a szócikk részben vagy egészben  az   Eddie Vedder című német Wikipédia-szócikk ezen változatának fordításán alapul.  Az eredeti cikk szerkesztőit annak laptörténete sorolja fel. Ez a jelzés csupán a megfogalmazás eredetét és a szerzői jogokat jelzi, nem szolgál a cikkben szereplő információk forrásmegjelöléseként.